# Team Pedercini
Team Pedercini Racing S.r.l.s. è una squadra motociclistica con sede in Italia, fondata nel 1993.

## Storia
L'impegno agonistico inizia nel motomondiale del 1993, quando il team schiera il solo Lucio Pedercini nella classe 500 in sella a una ROC Yamaha. Dopo sei anni nella massima categoria, nel 1998 la squadra passa al campionato mondiale Superbike, utilizzando le bicilindriche Ducati 996R.
Nel 2001 Lucio Pedercini viene affiancato da due compagni di squadra, i connazionali Marco Borciani e Mauro Sanchini che moltiplicano le forze in campo da parte del team. L'anno successivo Sanchini viene sostituito da Serafino Foti e le 996 dalle 998R Testastretta. L'impegno della squadra viene premiato: Pedercini vince due titoli nazionali SBK ed è 13º nel mondiale 2002, 15º Borciani.
Gli anni seguenti sono piuttosto travagliati e avari di risultati a parte il secondo posto di Pedercini nel CIV Superbike 2005. Vengono ingaggiati numerosi piloti, come Nello Russo, Max Neukirchner e Alessio Velini, ma anche a causa di numerosi infortuni il team non riesce a raccogliere i risultati sperati escludendo alcune buone prestazioni di Gianluca Nannelli e Ivan Clementi. Nel 2006 il team prende parte, con il pilota-proprietario Lucio Pedercini al campionato italiano Superbike conquistando venti punti.

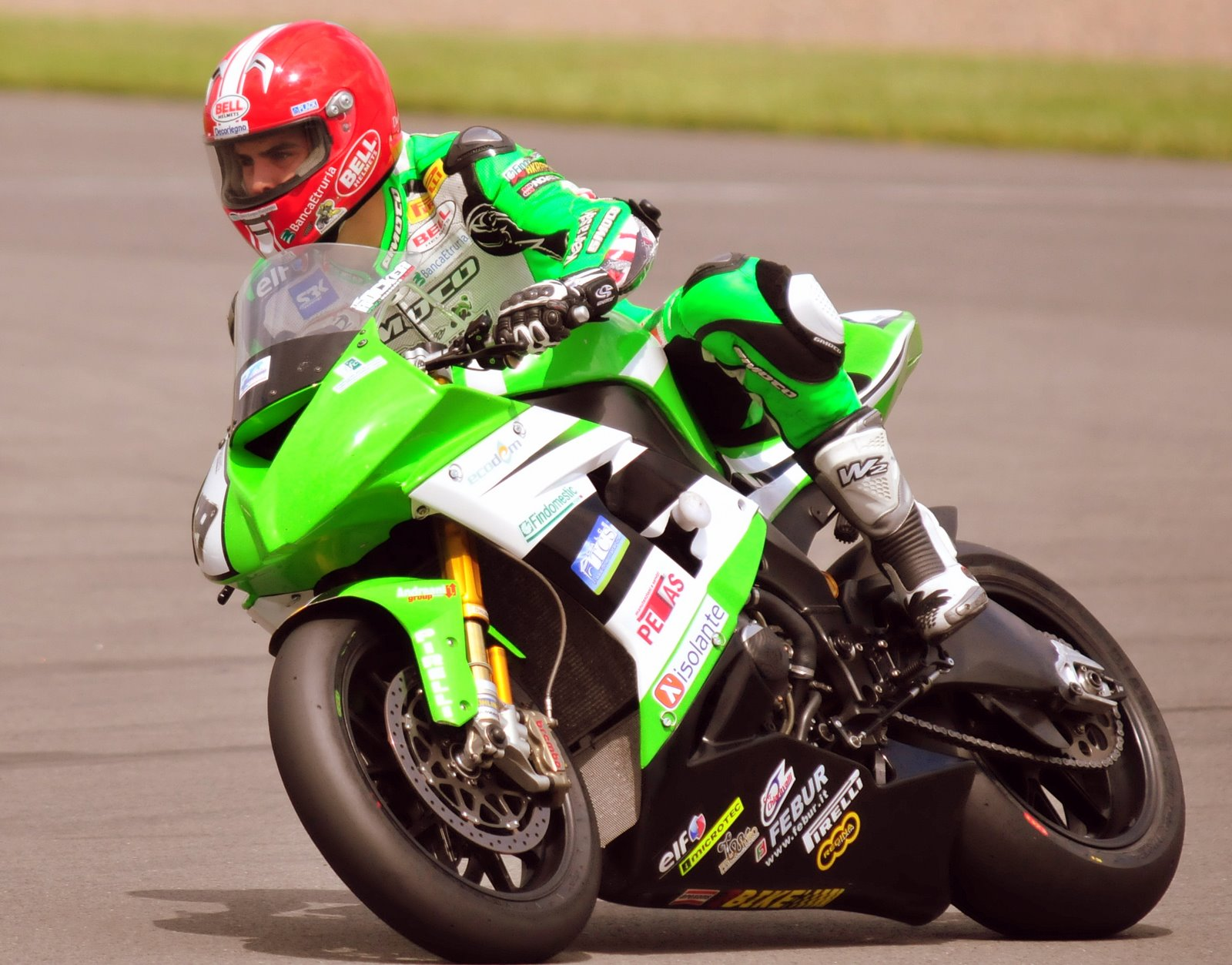
Luca Scassa in sella ad una ZX-10R del team Pedercini nella stagione 2009.

Nel 2007, dopo il ritiro di Lucio Pedercini, il team si sposta nella Superstock 1000 FIM Cup, ma ancora una volta un problema fisico per il pilota di punta, Sheridan Morais, ne limita la possibilità di esprimersi. Nella stessa stagione il team è iscritto al CIV Superbike con lo stesso Pedercini, Giovanni Baggi e Luca Morelli. Nessuno dei tre ottiene punti. Il 2008 vede il team abbandonare le motociclette Ducati per passare alle motociclette a quattro cilindri della Kawasaki. Ancora una volta la stagione è in "chiaro-scuro", ma sono da evidenziare le prestazioni di Ayrton Badovini nel mondiale Superbike e Morais in Superstock 1000 FIM Cup. Dal 2008 si alternano alla guida delle moto preparate dal team Yoann Tiberio, David Salom, Vittorio Iannuzzo e Luca Scassa. Nel 2010 il team gareggia nelle categorie Superbike e Stock 1000 del Campionato Italiano Velocità come anche nella stagione successiva.
Per la stagione 2011 del mondiale Superbike il team Pedercini schiera due piloti: Roberto Rolfo e Mark Aitchison, che vengono sostituiti con David Salom e Leandro Mercado per la stagione 2012. Per la stagione 2013 vengono schierati Federico Sandi e lo svedese Alexander Lundh. Sempre nel 2013, il team mette in pista, tra titolari e wild-card, quattro piloti nel campionato Italiano Superbike; tra di essi Leandro Mercado conquista due vittorie ed il secondo posto in classifica.
Il team Pedercini Racing nel 2014 scende in pista con Alessandro Andreozzi e Luca Scassa nella categoria EVO del mondiale Superbike e con Savadori, Lanusse, Nemeth e Alviz per la Superstock 1000 FIM Cup. In questa stagione il team, con l'italiano Lorenzo Savadori, lotta per il titolo nella Superstock 1000 FIM Cup, fino all'ultima gara. Titolo vinto dall'argentino Leandro Mercado. Le prestazioni di Savadori, insieme a quelle del compagno di squadra Romain Lanusse, permettono comunque a Kawasaki di ottenere, per la seconda volta, il titolo costruttori della Superstock 1000 FIM Cup. Il 2015 e il 2016 si rivelano annate avare di successi, sia nel campionato mondiale Superbike che nella Superstock 1000 FIM Cup dove, tra infortuni e sostituzioni, si avvicendano molti piloti alla guida delle Kawasaki ZX-10R gestite dal team italiano ma senza ottenere risultati di rilievo.
Nel 2017 il team decide di puntare su un'unica moto in pista, sia nel mondiale Superbike che nella Superstock 1000 FIM Cup. Nella Superbike viene ingaggiato il pilota sanmarinese Alex De Angelis. Mentre nella Stock FIM Cup si schiera col pilota francese Jérémy Guarnoni. Il 9 agosto 2017, dopo la risoluzione contrattuale con Alex De Angelis, il team Pedercini sceglie il pilota Riccardo Russo quale sostituto. Nel 2018 il team decide di cambiare entrambi i piloti, schiera infatti il colombiano Yonny Hernández nel mondiale Superbike e l'italiano Gabriele Ruiu nell'europeo Superstock 1000. Ruiu chiude la sua prima stagione completa in Superstock 1000 all'ottavo posto in classifica piloti, cogliendo punti in ognuna delle gare in calendario e risultando miglior pilota Kawasaki del campionato. Hernández, sostituito proprio da Ruiu nelle ultime due gare del 2018, chiude la stagione diciottesimo in classifica piloti e sesto nella graduatoria del trofeo indipendenti.
Nel 2019 il team prende parte nuovamente al mondiale Superbike schierando un'unica Kawasaki ZX-10R affidata allo spagnolo Jordi Torres che concorre anche per il trofeo indipendenti. Partecipa inoltre, per la prima volta, al campionato mondiale Supersport schierando una Kawasaki ZX-6R, affidata ad Ayrton Badovini. A partire dal Gran Premio di Aragona viene messa in pista una seconda moto per partecipare alla Coppa Europa del mondiale Supersport affidata a Kyle Smith. Torres chiude undicesimo in Superbike mentre nella stagione d'esordio in Supersport la squadra ottiene notevoli risultati, in particolar modo nel Gran Premio di Francia con la pole position di Smith e il podio conquistato da Badovini. Proprio Smith conquista la Coppa Europa del 2019 portando al team il primo titolo di categoria. Nel 2020 il team ingaggia Sandro Cortese. Dal GP d'Aragona 2020, Cortese (infortunatosi nel GP di Portimão) viene sostituito da Román Ramos, Valentin Debise e Loris Cresson. In questa stagione inoltre il team partecipa, in qualità di wild card al mondiale Supersport 300 con i piloti Nicola Bernabè e Daniel Mogeda.
Nel 2021 disputa l'intera stagione nel mondiale Supersport 300 con il pilota francese Johan Gimbert che conquista cinque punti e chiude la stagione al trentaseiesimo posto. Nella stessa stagione il team mette in pista due ZX-10RR affidate a Loris Cresson e Samuele Cavalieri. Quest'ultimo rescinde con la squadra dopo tre Gran Premi dando la possibilità ad altri sei piloti di gareggiare a turno come sostitutivi. Cresson chiude la stagione conquistando tre punti.
Nel 2022 il team schiera due Kawasaki Ninja 400 nel campionato italiano Supersport 300 affidate ad Antonio Frappola e Leonardo Carnevali. Proprio Carnevali, vincendo l'ultima gara a Imola, chiude al primo posto regalando al team il titolo di categoria. Nel mondiale Superbike il pilota titolare Loris Cresson disputa soltanto il Gran Premio d'Aragona nel mondiale Superbike chiudendo senza ottenere punti. Cresson viene sostituito, nel corso della stagione, da sette piloti che con qualche punto permettono al team di chiudere al quindicesimo posto nella classifica a squadre. Nel 2023 il team schiera un'unica ZX-10RR affidata allo spagnolo Isaac Viñales che ottiene un punto classificandosi 26º nel mondiale e tredicesimo tra gli indipendenti. In un 2024 lontano dai palcoscenici mondiali il team riesce comunque a togliersi la soddisfazione di vincere per la seconda volta il titolo italiano Supersport 300;  a primeggiare in classifica è Alfonso Coppola.